# 乔传秀
乔传秀（1954年1月—），女，汉族，安徽寿县人，中华人民共和国政治人物。安徽大学经济系干部专修科毕业，中共中央党校政治学专业在职研究生；全国五一劳动奖章获得者，全国三八红旗手。曾任中共十五、十六届中央候补委员，第十一届全国人大常委会委员、全国人大内务司法委员会委员。

## 经历

### 政治生涯
高中毕业后，乔传秀从民兵干起。1973年10月加入中国共产党。21岁时即担任家乡杨仙公社党委书记；1976年调入安徽省委组织部，任副处长。自1978年，她一直在安徽寿县工作；历任彭城公社管委会主任，县法院民事庭副庭长，县妇联主任，副县长，县委常委，县委副书记、县长等职。1991年，华东特大洪灾，时任寿县县长乔传秀因为“保住千年古城、及120万人民生命安全”，而荣获当年“十大新闻人物”称号；并于次年，擢升安徽省阜阳地区行政公署副专员；两年后，晋升行署专员，并着手筹备阜阳市的设立工作。1996年，乔传秀升任中共安徽省委常委、省委组织部部长；三年后，晋升省委副书记。
2001年，转任中共浙江省委副书记，历经张德江、习近平两任省委书记。
2006年，进入中央，出任中华全国总工会副主席、书记处书记、党组副书记，是孙春兰的副手；同时还兼任全国妇联副主席。2008年10月17日，中国工会十五大在北京开幕。同年10月19日，大会选举产生中华全国总工会第十五届执行委员会和经费审查委员会。10月20日，中华全国总工会第十五届执行委员会第一次全体会议选举她出任副主席。
2010年8月18日，乔传秀再度回到浙江，并出任浙江省政协党组书记。2011年1月19日，在政协第十屆浙江省委员会第四次会议上，正式出任浙江省政协主席。2018年1月，当选第十三届全国政协委员。